# Mičihiro Ozawa
Mičihiro Ozawa (25. prosinec 1932 – ) je bývalý japonský fotbalista.

## Reprezentace
Mičihiro Ozawa odehrál 36 reprezentačních utkání. S japonskou reprezentací se zúčastnil letních olympijských her 1956.

## Statistiky
| Japonsko | Japonsko | Japonsko |
| Roky     | Záp.     | Góly     |
| -------- | -------- | -------- |
| 1956     | 3        | 0        |
| 1957     | 0        | 0        |
| 1958     | 4        | 0        |
| 1959     | 9        | 0        |
| 1960     | 1        | 0        |
| 1961     | 6        | 0        |
| 1962     | 7        | 0        |
| 1963     | 5        | 0        |
| 1964     | 1        | 0        |
| Celkem   | 36       | 0        |